# Gaspar de Torres
Gaspar de Torres (1510 - 5 de janeiro de 1584) foi um prelado católico romano que serviu como Bispo Auxiliar de Sevilha (1570-1584).

## Biografia
Gaspar de Torres nasceu em Torres, Espanha, no ano de 1510, e foi ordenado sacerdote na Ordem da Bem-Aventurada Virgem Maria da Misericórdia. No dia 9 de junho de 1570, foi nomeado durante o papado do Papa Pio V como Bispo Auxiliar de Sevilha e Bispo Titular de Medaurus. Serviu como Bispo Auxiliar de Sevilha até à sua morte a 5 de janeiro de 1584.